# اچ‌ان‌ال‌ام‌اس بوفل
اچ‌ان‌ال‌ام‌اس بوفل (به انگلیسی: HNLMS Buffel) یک کشتی بود. این کشتی در سال ۱۸۶۸ ساخته شد.